# It's Kind of a Funny Story
It's Kind of a Funny Story (Brasil: Se Enlouquecer, Não Se Apaixone / Portugal: É Uma Espécie de... Comédia) é um filme de 2010 produzido nos Estados Unidos, baseado no romance de Ned Vizzini, tendo sido produzido por Anna Boden e Ryan Fleck. Estrelando Emma Roberts, Keir Gilchrist e Zach Galifianakis.
O filme conta a história de Craig (interpretado por Keir Gilchrist) um adolescente que entra em um hospital psiquiátrico.

## Elenco
- Keir Gilchrist como Craig Gilner
- Emma Roberts como Noelle
- Zach Galifianakis como Bobby
- Viola Davis como Dr. Minerva
- Zoë Kravitz como Nia
- Thomas Mann como Aaron Fitzcarraldo
- Aasif Mandvi como Dr. Mahmoud
- Bernard White como Muqtada
- Lauren Graham como Lynn Gilner
- Jim Gaffigan como George Gilner
- Matthew Maher como Humble
- Adrian Martinez como Johnny
- Jeremy Davies como Smitty
- Willian Silvan como Willian
- Mary Birdsong como Ex-esposa do Bobby
- Novella Nelson como Professora
- Morgan Murphy como Joanie
- Dana DeVestern como Alissa Gilner
- Laverne Cox como Transgender Patient
- Ethan Herschenfeld como Solomon (Acid Head)
- Ned Vizzini como Professora de Música

## Recepção
No site agregador de críticas Rotten Tomatoes, 59% das 138 avaliações dos críticos são positivas. O consenso do site afirma: "É agradável e faz um trabalho surpreendentemente bom em contornar clichês de comédia de ala psiquiátrica, mas, dado seu elenco e diretores talentosos, It's Kind of a Funny Story deve ser mais do que apenas levemente divertido." O Metacritic, que usa uma média ponderada, atribuiu ao filme uma pontuação de 63 em 100, baseado em 33 críticos, indicando críticas "geralmente favoráveis".